# Donnersbergkreis
Donnersbergkreis är ett distrikt (Landkreis) i södra delen av det tyska förbundslandet Rheinland-Pfalz. Distriktet är uppkallat efter berget Donnersberg som utgör den högsta toppen i landskapet Pfalz.
1. 1 2  GeoNames, 2005, Geonames-ID: 2936213, läs online och läs online.[källa från Wikidata]
2. ↑  hämtat från: tyskspråkiga Wikipedia.[källa från Wikidata]